# Rachol
Rachol est un village au bord du Zouari (rive gauche), dans le district de Goa Sud, à Goa en Inde. Étant donné son importante position stratégique les Portugais y construisent un fort au XVIe siècle. Le village compte plusieurs monuments de grande ancienneté. 

## Histoire
Le territoire contrôlé par le sultanat de Bahmani est conquis par le roi Krishnadevaraya, de Vijayanagar avec l’aide des Portugais en 1520. En reconnaissance Rachol est cédé aux Portugais qui y construisent fort et enceinte de défense. 

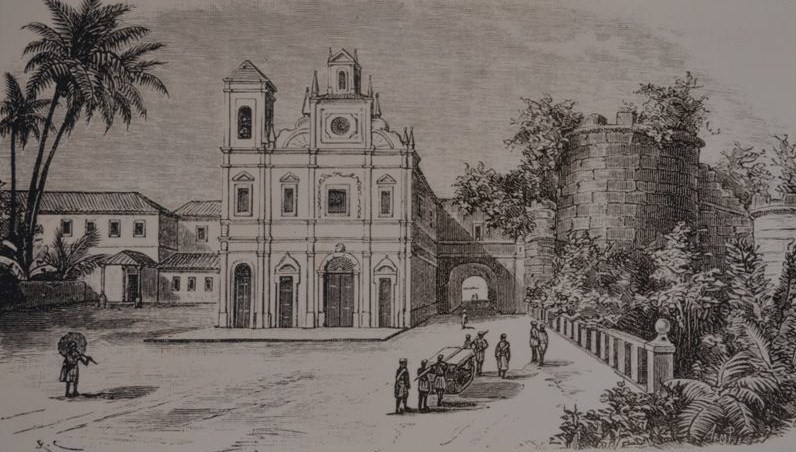
Église et fort de Rachol (gravure ancienne)

Une stricte interdiction des pratiques religieuses hindoues (y compris l’interdiction de l’entretien les temples existants) ordonnée par le vice-roi Antonio de Noronha provoque une émigration de la population hindoue, qui traverse le fleuve Zouari pour s’installer dans le royaume hindou voisin. 
La première église chrétienne de la région, Notre-Dame-des-Neiges, y est construite en 1565. En 1610 le collège jésuite de Margao est transféré à Rachol et ouvert comme séminaire pour la formation d’un clergé séculier pour toutes les missions d’Asie.  
C’est au séminaire de Rachol que furent imprimés au XVIIe siècle les premiers livres en langue konkanie.

## Patrimoine
- Le fort de Rachol, construit au début du XVIe siècle, dont il reste une des portes de l’enceinte.
- L’église Notre-Dame des Neiges, construite en 1566.
- Le séminaire patriarcal, ouvert en 1610, est toujours en activité.